# Zračna luka Siri
Zračna luka Siri (IATA kod: SXI, ICAO kod: OIBS) smještena je na otoku Siri u Perzijskom zaljevu odnosno pokrajini Hormuzgan u južnom Iranu. Nalazi se na nadmorskoj visini od 13 m. Zračna luka ima jednu asfaltiranu uzletno-sletnu stazu dužine 2544 m, a koristi se za tuzemne letove. Vodeći zračni prijevoznik koji nudi redovne letove u ovoj zračnoj luci je Iran Air.

## Vanjske poveznice
- (engl.) Iran Air: Sirri Island  Arhivirana inačica izvorne stranice od 9. listopada 2010. (Wayback Machine)
- (engl.) [neaktivna poveznica]
- (engl.) DAFIF, Great Circle Mapper: SXI